# Hausratte
Die Hausratte (Rattus rattus), auch Dachratte oder Schiffsratte genannt, ist ein zur Unterfamilie der Altweltmäuse (Murinae) zählendes Nagetier (Rodentia).

## Beschreibung

Körperformen von Haus- und Wanderratte im Vergleich

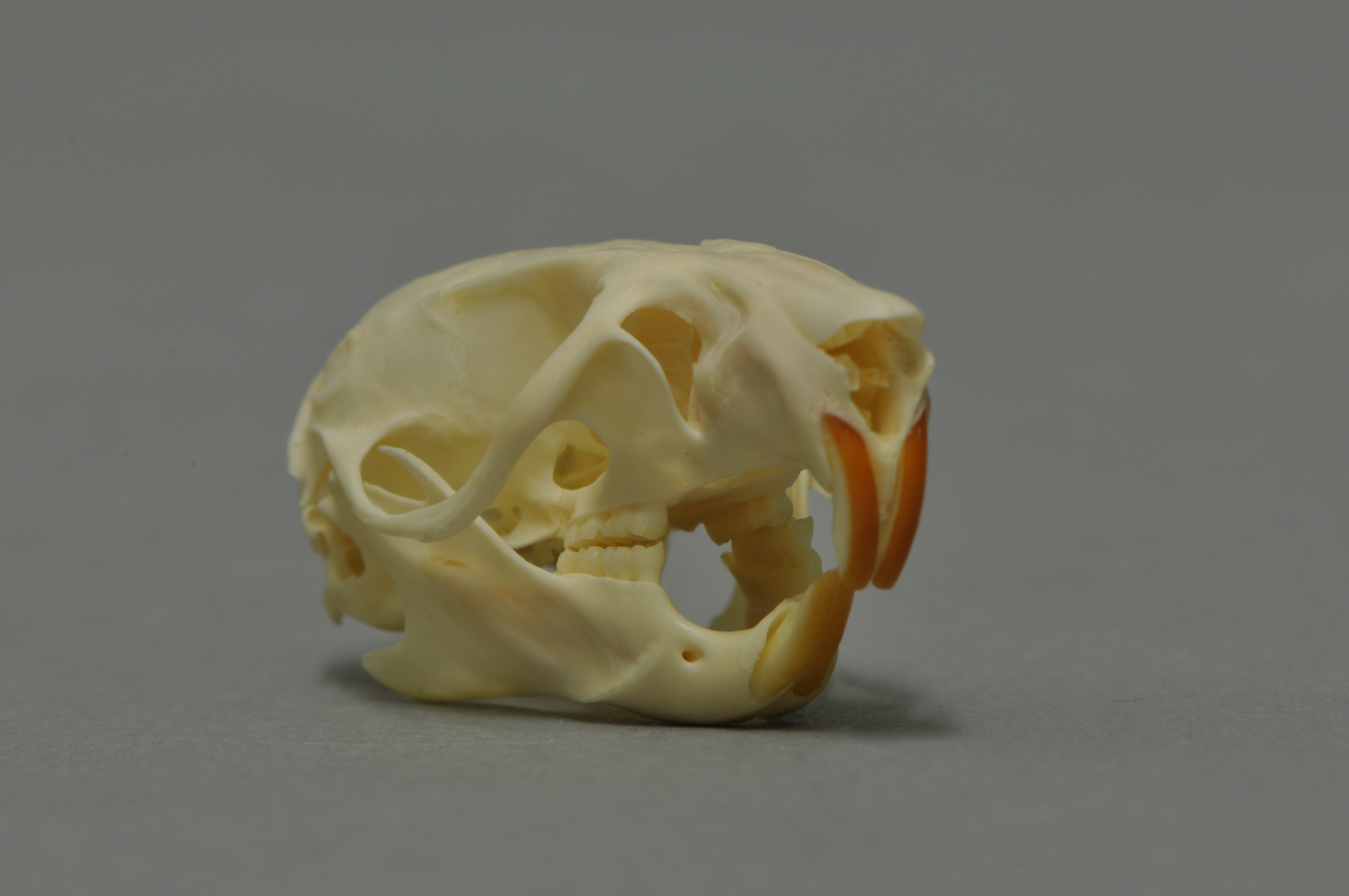
Schädel (Sammlung Museum Wiesbaden)

Die Hausratte hat eine Kopf-Rumpf-Länge von 17 bis 22 cm, eine Schwanzlänge von 18 bis 23 cm, der Schwanz weist 200 bis 260 Ringe auf, das Gewicht beträgt ca. 160 bis 210 g.
Die Schnauze der Hausratte ist spitz, Augen und Ohren sind verhältnismäßig größer als bei der Wanderratte (Rattus norvegicus). Hauptfarbformen sind ganz grauschwarz (besonders bei der Unterart rattus), braungrau mit grauer Unterseite (besonders bei der Dachratte Rattus rattus alexandrinus) und braungrau mit weißer Unterseite (besonders bei der Fruchtratte Rattus rattus frugivorus). Dazwischen gibt es Übergänge und weitere Farbformen.
Die Hausratte ist nicht der Vorfahr der Farbratte, die als Versuchstier oder als Heimtier gehalten und gezüchtet wird. Der Vorfahr dieser Ratten ist die Wanderratte.

## Herkunft und Verbreitung

Das Verbreitungsgebiet der Hausratte. Ockerfarben – das vermutete ursprüngliche Verbreitungsgebiet

Die Hausratte ist auch als „Schiffsratte“ bekannt, da sie durch den Transport auf Schiffen weltweit verbreitet wurde. Sie kam ursprünglich als Bewohner von wärmeren Felslandschaften im Himalaya in Süd- und Ostasien vor, passte sich als Kulturfolger dem Leben des Menschen an und wurde durch ihn in alle Welt gebracht.
Besonders auf kleineren pazifischen Inseln mit einem fragilen Ökosystem verdrängte sie nicht nur die einheimische Pazifische Ratte (Rattus exulans), sondern rottete auch zahlreiche einheimische Arten aus, besonders flugunfähige Vögel. Als ihre ursprüngliche Heimat gilt Südindien. Von hier gelangte sie durch den bronzezeitlichen Handel nach Persien und ins Zweistromland. Aus Tell Isan Bahriyat (Iran) liegen Nachweise von Rattus rattus aus der Zeit um 1500 v. Chr. vor. Aus dem Zweistromland gelangte sie nach Ägypten und ins östliche Mittelmeergebiet.
Die Verbreitung auf dem afrikanischen und dem europäischen Kontinent erfolgte zunächst wahrscheinlich im Verlauf der Ausweitung des Römischen Reiches und dessen Handel während der römischen Kaiserzeit. Einer 2022 publizierten Studie lag die Analyse von Genomen von Hausratten zugrunde, deren Überreste bei archäologischen Ausgrabungen in Europa und Nordafrika gefunden worden waren und die aus dem 1. bis 17. Jahrhundert stammten. Demnach kam es nach einer ersten Besiedelung Europas während der Römerzeit nach dem Abzug der Römer zu einem Rückgang der Populationen: „Der Rückgang bzw. das Verschwinden der Ratten im frühen Mittelalter ist auch durch archäologische Funde belegt. Den Autorinnen und Autoren zufolge hing dies wahrscheinlich mit dem Zusammenbruch des römischen Wirtschaftssystems zusammen. Aber auch klimatische Veränderungen und die Justinianische Pest im sechsten Jahrhundert könnten eine Rolle gespielt haben.“ Als die Städte und der Fernhandel im Mittelalter wiederauflebten, kam es – ebenfalls genetisch belegbar – zu einer zweiten Ausbreitungswelle der Hausratten in Europa. In Nordafrika hingegen war der Genpool von Ratten aus römischer Zeit noch im 8./9. Jahrhundert vorhanden, eine mögliche zweite Ausbreitungswelle konnte der Studie zufolge wegen zu weniger Ratten-Funde weder bestätigt noch widerlegt werden.
Der älteste Nachweis der Hausratte in Deutschland stammt aus Ladenburg bei Mannheim, aus dem 2. Jahrhundert. Bei Grabungen nahe der Stadt Haithabu wurde das Vorkommen der Hausratte um 1050 belegt, von wo sie sich weiter mit den Schiffen der Wikinger und später der Hanse verbreiten konnte. Frühe Berichte über mittelbar durch Ratten ausgelöste Pestepidemien, beispielsweise die durch Thukydides beschriebene „Pest“ in Athen, werden als indirekter Beleg für die Anwesenheit von Hausratten herangezogen, aber nicht immer sind die Beschreibungen der Symptome eindeutig. In Großbritannien wird eine Pest-Epidemie in Londinium (London) im 2. Jahrhundert n. Chr. als Beleg angeführt; die ältesten Knochenfunde stammen jedoch aus einem Brunnen des 4. oder 5. Jahrhunderts aus Skeldergate, York.
In Europa ist die Zahl der Hausratten heute erneut stark rückgängig. Als ein Grund wird gesehen, dass die Hausratte durch die Wanderratte  (Rattus norvegicus) mehr und mehr verdrängt wird, da diese im heutigen Umfeld konkurrenzstärker ist. In Deutschland ist die Hausratte auf der roten Liste der gefährdeten Arten. Die meisten Nachweise gibt es aus Brandenburg, Sachsen sowie Sachsen-Anhalt, in anderen Bundesländern bestehen meistens nur kleine Verbreitungsinseln. Möglicherweise wird die Art jedoch mitunter übersehen bzw. mit der Wanderratte verwechselt. Große Populationen der Hausratte kommen nur noch in den Mittelmeerländern vor.

## Verhalten

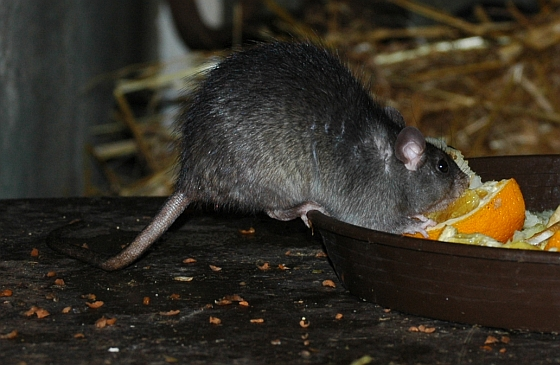
Hausratte

Die Hausratte ist nur in kälteren Regionen an menschliche Siedlungen gebunden, wo sie bevorzugt in trockenen Wohn- und Vorratsgebäuden (insbesondere in oberen Geschossen), aber auch in Kellern und Ställen lebt. Im Freiland sucht sie sich sehr unterschiedliche Schlupfwinkel und baut dort ihr Nest. Die Hausratte ist sowohl tag- als auch nachtaktiv. Als soziales Tier lebt sie in Gruppen, die fünfzig und mehr Individuen umfassen können. Feste Wechsel werden mit Urin markiert, die Reviere gegen andere Hausratten verteidigt. Sie bevorzugt pflanzliche Kost wie Getreide, Früchte, Samen und Wurzeln. Tierische Nahrung wie Wirbellose, Eier, Mäuse oder Fische nimmt sie nur selten zu sich. Als Allesfresser kann sie sich jedoch notfalls, z. B. bei Fehlen von pflanzlicher Nahrung, auf tierische Nahrungsquellen umstellen.
Die Fortpflanzung findet unter günstigen Bedingungen ganzjährig statt und die Tragzeit beträgt 21 bis 23 Tage. Pro Wurf werden ca. 8 bis 15 blinde und nackte Junge geboren, die nach sechs Wochen selbständig werden und die Geschlechtsreife im Alter von ca. vier bis sechs Monaten erreichen.
Erbeutet werden Hausratten beispielsweise von Hunden, Katzen, Steinmardern, Iltissen, Hermelinen und Eulen.
In den vergangenen Jahrhunderten wurde im deutschsprachigen Raum wiederholt der Fund von sogenannten „Rattenkönigen“ behauptet, d. h. angeblich ohne menschliches Zutun entstandene, an den Schwänzen zusammengeknotete Bündel von Tieren.

## Gefährdungsstatus

### Deutschland
Die Hausratte ist in der Roten Liste Deutschlands (2009) aufgrund des starken Rückgangs der Bestände als vom Aussterben bedroht eingestuft. Sie gilt als extrem selten.
Gefährdungsstatus in den einzelnen Bundesländern:
| Bundesland                | Status RL                       |
| BB Brandenburg            | * ungefährdet                   |
| BE Berlin                 | * ungefährdet                   |
| BW Baden-Württemberg      | D Datenlage defizitär           |
| BY Bayern                 | nicht bewertet                  |
| HB Bremen                 | 1 Vom Aussterben bedroht        |
| HE Hessen                 | 0 Ausgestorben oder verschollen |
| HH Hamburg                | 1 Vom Aussterben bedroht        |
| MV Mecklenburg-Vorpommern | * ungefährdet                   |
| NI Niedersachsen          | 1 Vom Aussterben bedroht        |
| NW Nordrhein-Westfalen    | 0 Ausgestorben oder verschollen |
| RP Rheinland-Pfalz        | * ungefährdet                   |
| SH Schleswig-Holstein     | 1 Vom Aussterben bedroht        |
| SL Saarland               | * ungefährdet                   |
| SN Sachsen                | 2 Stark gefährdet               |
| ST Sachsen-Anhalt         | D Datenlage defizitär           |
| TH Thüringen              | 1 Vom Aussterben bedroht        |

## Schadwirkung
Die wenig spezialisierten, sehr anpassungsfähigen freilebenden Tiere gelten gemeinhin als Nahrungsmittelschädlinge.

### Als Krankheitsüberträger
Dadurch, dass der Rattenfloh (Xenopsylla cheopis) auch die Hausratte als Wirt parasitiert, wird der Erreger der Pest, das Bakterium Yersinia (Pasteurella) pestis, auch von ihr und durch sie verbreitet. Diese Bedeutung in Bezug auf die Seuche erlangt sie dadurch, dass der Rattenfloh von erkrankten Ratten auf den Menschen überwechselt und umgekehrt. Weiterhin kommen freilebende Hausratten auch als mechanische Vektoren für die verschiedensten Krankheitserreger in Betracht.

### Als Erregerwirt
Freilebende Hausratten sind neben anderen kleinen Nagern ebenfalls Reservoirwirte für diverse Borrelienarten (Bakterien), die dann von Vektoren wie z. B. auch schon in Vorgärten vorkommenden Zecken auf Tier und Mensch übertragen werden können.

## Systematik
Die Hausratte bildet zahlreiche Unterarten aus, von denen einige weltweit verbreitet sind.
- Rattus rattus rattus, Nominatform der Hausratte
- Fruchtratte (Rattus rattus frugivorus)
- Alexandriner Hausratte (Rattus rattus alexandrinus)
- Malaiische Hausratte  (Rattus rattus diardii)
- Sawahratte (Rattus rattus brevicaudatus)
- Rattus rattus domesticus
- Rattus rattus albus
- Rattus rattus ater
- Rattus rattus brookei
- Rattus rattus caeruleus
- Rattus rattus chionagaster
- Rattus rattus flaviventris
- Rattus rattus fuliginosus
- Rattus rattus fulvaster
- Rattus rattus intermedius
- Rattus rattus jurassicus
- Rattus rattus latipes
- Rattus rattus leucogaster
- Rattus rattus nemoralis
- Rattus rattus nericola
- Rattus rattus picteti
- Rattus rattus ruthenus
- Rattus rattus sueirensis
- Rattus rattus sylvestris
- Rattus rattus tectorum
- Rattus rattus varius
- Rattus rattus nezumi
- Rattus rattus flavipectus